# Pak Sin-hyok
Pak Sin-hyok (* 25. Oktober 1993 in Pjöngjang) ist ein nordkoreanischer Tischtennisspieler.

## Karriere
Seinen ersten internationalen Auftritt hatte Pak bei den China Open 2012. Danach nahm er unter anderem an der Weltmeisterschaft 2013 teil, wo er in der zweiten Runde auf Marcos Freitas traf.
Das Spiel ging jedoch nach 3:0-Führung mit 3:4 verloren. Bei den Asienspielen 2014 kam er im Einzel und mit dem Team ins Viertelfinale. 2015 sicherte er sich bei den Pjöngjang Open Silber im Einzel und Gold im Doppel, bei der Weltmeisterschaft erreichte er im Doppel und Mixed das Viertelfinale.
Weitere Auftritte folgten 2016 bei der Mannschafts-WM 2016, wo das nordkoreanische Team ins Achtelfinale kam. Bei den Pjöngjang Open 2017 konnte Pak jeweils im Einzel und Doppel Gold gewinnen. 2018 konnte er mit der Mannschaft erneut an der WM teilnehmen, das Team scheiterte aber sieglos in der Vorrunde.

## Turnierergebnisse
| Verband | Veranstaltung      | Jahr | Ort          | Land | Einzel        | Doppel        | Mixed         | Team          |
| ------- | ------------------ | ---- | ------------ | ---- | ------------- | ------------- | ------------- | ------------- |
| PRK     | Asienmeisterschaft | 2017 | Wuxi         | CHN  | letzte 128    | letzte 32     | letzte 32     | 7. Platz      |
| PRK     | Asienmeisterschaft | 2015 | Pattaya      | THA  | letzte 32     | letzte 16     | Viertelfinale | 9. Platz      |
| PRK     | Asienspiele        | 2018 | Jakarta      | INA  | letzte 16     |               | letzte 16     | Viertelfinale |
| PRK     | Asienspiele        | 2014 | Suwon        | KOR  | Viertelfinale |               |               | Viertelfinale |
| PRK     | Challenge Series   | 2018 | Pjöngjang    | PRK  | Gold          | Halbfinale    |               |               |
| PRK     | Challenge Series   | 2017 | Pjöngjang    | PRK  | Gold          | Gold          |               |               |
| PRK     | World Tour         | 2018 | Daejeon      | KOR  | Qual.         | Halbfinale    | Viertelfinale |               |
| PRK     | World Tour         | 2016 | Pjöngjang    | PRK  | letzte 16     | Viertelfinale |               |               |
| PRK     | World Tour         | 2015 | Chengdu      | CHN  | letzte 32     | letzte 16     |               |               |
| PRK     | World Tour         | 2015 | Pjöngjang    | PRK  | Silber        | Gold          |               |               |
| PRK     | World Tour         | 2013 | Suzhou       | CHN  | Qual.         | Qual.         |               |               |
| PRK     | World Tour         | 2012 | Shanghai     | CHN  | letzte 64     | Viertelfinale |               |               |
| PRK     | Weltmeisterschaft  | 2018 | Halmstad     | SWE  |               |               |               | 17.–20. Platz |
| PRK     | Weltmeisterschaft  | 2017 | Düsseldorf   | GER  | letzte 64     |               | letzte 16     |               |
| PRK     | Weltmeisterschaft  | 2016 | Kuala Lumpur | MAS  |               |               |               | 9.–12. Platz  |
| PRK     | Weltmeisterschaft  | 2015 | Suzhou       | CHN  | letzte 128    | Viertelfinale | Viertelfinale |               |
| PRK     | Weltmeisterschaft  | 2013 | Paris        | FRA  | letzte 64     | letzte 32     | letzte 32     |               |